# Conditionnement opérant
 (février 2021).
Si vous disposez d'ouvrages ou d'articles de référence ou si vous connaissez des sites web de qualité traitant du thème abordé ici, merci de compléter l'article en donnant les références utiles à sa vérifiabilité et en les liant à la section « Notes et références ».

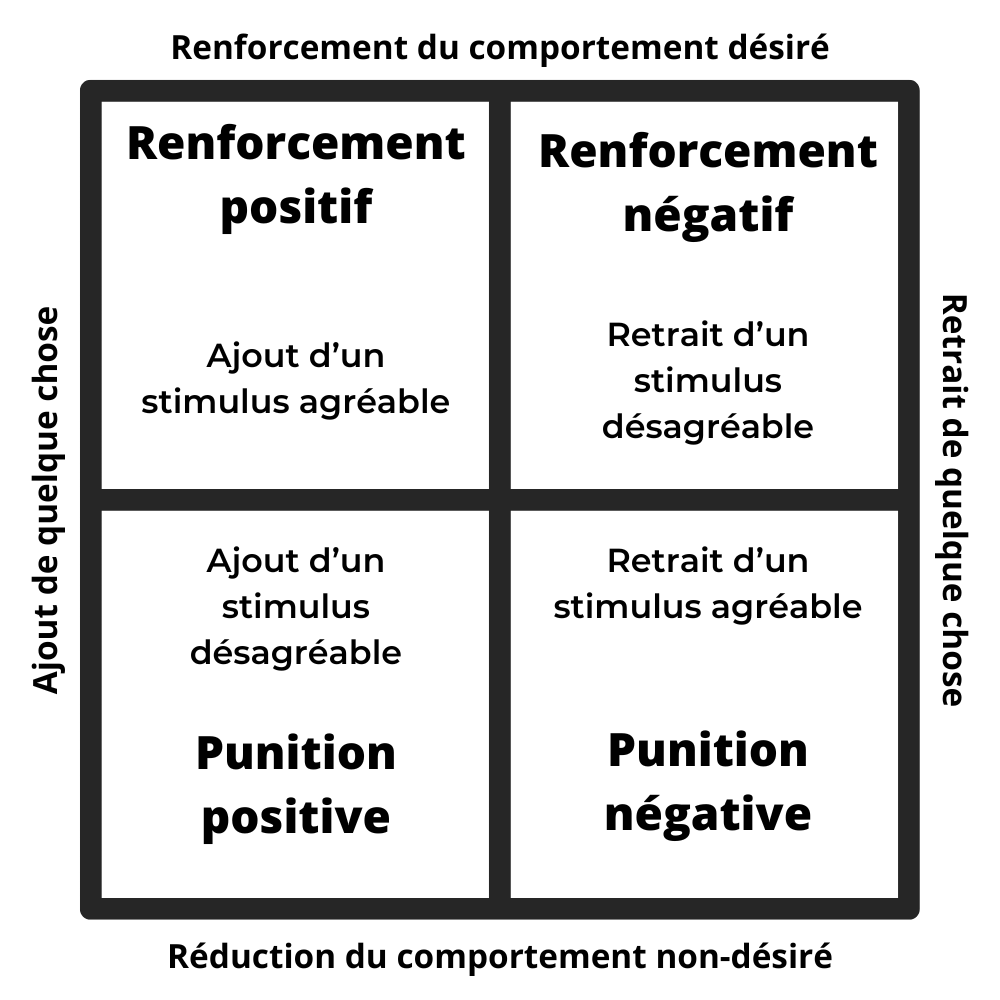
Principes du conditionnement opérant.

Le conditionnement opérant (appelé aussi conditionnement instrumental, apprentissage skinnerien ou conditionnement de type II) est l'apprentissage dont résulte une action et tient compte de conséquences de celle-ci rendant plus ou moins probable la reproduction dudit comportement[pas clair].
Ce concept du béhaviorisme est initié par Edward Thorndike et développé par Burrhus Frederic Skinner au milieu du XXe siècle. Skinner distingue le conditionnement opérant du conditionnement classique par le fait que la conduite humaine est conditionnée par les conséquences du comportement, avant que celui-ci n'intervienne. À cela s'ajoute la réponse du sujet qui est volontaire, parce que motivé à être récompensé.

## Concept
Selon la loi du conditionnement opérant, un individu apprend à associer un comportement spécifique à un stimulus positif ou négatif, ce qui influence la probabilité que le comportement se reproduise ou se réduise à l'avenir. À partir de cette corrélation illusoire, il agit (opère) sur le milieu, ce qui l'oppose au conditionnement classique pavlovien où l'individu réagit (relation physiologique obligée).
L'apprentissage skinnerien repose sur deux éléments, le renforcement et la punition (en), pouvant chacun être soit positif soit négatif. Ces termes doivent être pris dans le sens précis du conditionnement opérant :
- renforcement : conséquence d'un comportement qui rend plus probable que le comportement soit reproduit de nouveau ;
- punition : conséquence d'un comportement qui rend moins probable que le comportement soit reproduit de nouveau.

Un renforcement ou une punition peut être soit :
- positif : par l'ajout d'un stimulus agissant sur l'organisme ;
- négatif : par le retrait d'un stimulus agissant sur l'organisme.

Ainsi, il existe quatre types de conditionnement opérant :
- renforcement positif : procédure par laquelle la probabilité de fréquence d'apparition d'un comportement tend à augmenter à la suite de l'ajout d'un stimulus appétitif contingent à la réponse ; ex. : ajout d'une récompense, félicitations… ;
- renforcement négatif : procédure par laquelle la probabilité de fréquence d'apparition d'un comportement tend à augmenter à la suite du retrait d'un stimulus aversif contingent à la réponse ; ex. : retrait d'une obligation, d'une douleur… ;
- punition positive : procédure par laquelle la probabilité de fréquence d'apparition d'un comportement tend à diminuer à la suite de l'ajout d'un stimulus aversif ou conséquence aversive contingente au comportement cible ; ex. : ajout d'une obligation, d'une douleur… ;
- punition négative : procédure par laquelle la probabilité de fréquence d'apparition d'un comportement tend à diminuer à la suite du retrait d'un stimulus appétitif ; ex. : retrait d'un privilège, d'un droit…

Il existe deux sortes de renforçateurs (éléments de renforcement) :
- renforçateur primaire : le renforçateur répond directement à un besoin essentiel de l'individu, ex. : nourriture… ;
- renforçateur secondaire : le renforçateur est un renforçateur par un certain apprentissage fait au préalable, ex. : jouet, argent…

## Edward Thorndike
En 1898, Edward Thorndike, qui préparait un doctorat, fut le premier à décrire les principes du conditionnement opérant (ne portant pas encore ce nom) en observant des chats tentant de sortir de leur cage afin d'aller chercher un morceau de poisson. Le chat essayait de sortir par tâtonnement. Après avoir tiré sur une ficelle, la porte de sa cage s'ouvrit. Lorsqu'on le remit à l'intérieur, celui-ci mettait beaucoup moins de temps à réussir. Selon Thorndike, le comportement résulte de l'effet qu'il procure (loi de l'effet).

## Expériences de Skinner
La plupart des expériences effectuées à propos du conditionnement opérant sont faites sur des animaux. La boîte de Skinner est souvent utilisée comme outil. 
Dans ses premières expériences, Skinner utilisait cette invention de son cru pour démontrer les mécanismes du conditionnement opérant. Il a d'abord pris un rat auquel il a appris à se nourrir de la nourriture qu'il laissait traîner dans la cage. Lorsqu'il le mit dans la boîte de Skinner, le rat se mit à agir comme les autres rats qui cherchent leur nourriture en courant et en reniflant. Ainsi, lorsque l'animal accrocha par inadvertance un levier, une boulette de nourriture tomba dans la cage. Ensuite, le rat continua de se comporter comme n'importe quel rat et finit par réaccrocher le levier. Une nouvelle boulette tomba. Peu à peu, le rongeur commença à appuyer plus souvent sur le levier et, finalement, à le faire chaque fois qu'il avait faim. Ce système est un système de renforcement positif (la nourriture).

## Comportements humains
Certains comportements humains (superstitions, rituels, croyances magiques) peuvent émerger à partir du conditionnement opérant en étant influencés par des renforcements ou des punitions.
Selon les béhavioristes, les superstitions résultent d'un renforcement ou d'une punition qui peut découler d'une simple coïncidence. Skinner fut le premier à le démontrer. D'abord, il plaça huit pigeons dans des cages séparées qui leur donnait de la nourriture toutes les quinze secondes exactement. Cependant, les pigeons, qui adoptaient différents comportements naturels indépendamment de la nourriture ont fini par croire en un lien entre une certaine action ou position et l'arrivée de la nourriture, ce qui n'était pas le cas. Ils adoptaient donc le comportement superstitieux qui, croyaient-ils, leur permettait d'être nourris.

## Phénomènes liés au conditionnement opérant
- Façonnement (ou shaping) : Phénomène par lequel on renforce un certain comportement se rapprochant plus ou moins du comportement souhaité jusqu'à ce qu'il aboutisse. Cela peut s'étendre à un ensemble de plusieurs comportements consécutifs et complexes.
  - Le façonnement peut être continu : c'est-à-dire qu'il est renforcé à chaque comportement satisfaisant. Dans ce cas, le comportement souhaité s'acquiert plus vite mais disparait plus vite aussi.
  - Le façonnement peut être intermittent : c'est-à-dire qu'il est parfois renforcé lorsque le comportement est satisfaisant. Dans ce cas, le comportement souhaité s'acquiert moins vite mais disparaît moins vite aussi.
- Généralisation : Le comportement est adopté ou évité dans d'autres circonstances ayant une certaine ressemblance avec le comportement renforcé ou puni.
- Discrimination : Le comportement est adopté ou évité dans des circonstances bien précises et ne l'est pas dans d'autres ayant une certaine ressemblance avec le comportement renforcé ou puni.
- Extinction : Après un certain temps où le comportement n'est plus renforcé ou puni, le comportement disparaît peu à peu.
- Récupération spontanée : Après un certain temps où le comportement a disparu, il réapparaît soudainement.

## Limites
Les limites du conditionnement par renforcement sont à connaître avant de commencer à l'utiliser.
Les motivations de l'enseignant et de l'apprenant sont différentes.
Il est utile que l'enseignant soit bien formé à l'utilisation de renforçateurs car ils ont un impact très fort sur l'état émotionnel et psychologique de l'apprenant.
L’incohérence dans l'utilisation de renforçateurs peut induire chez le sujet apprenant l'impuissance apprise.
C'est pour cela que le conditionnement opérant ou non, par renforcement positif ou négatif doit être utilisé en toute connaissance des impacts émotionnels et psychologiques parfois irréversibles pour le sujet.
Un déconditionnement est parfois utile, pratiqué par un expert. Il n'aboutira pas toujours à la résolution complète des troubles comportementaux engendrés mais pourra soulager en partie la souffrance émotionnelle de l'apprenant.